# Bristol Bears
Die Bristol Bears (offiziell Bristol Rugby Club) sind ein Rugby-Union-Verein aus der englischen Stadt Bristol, der in der English Premiership spielt, der höchsten englischen Liga. 2014 wechselte der Verein vom Memorial Stadium im Stadtteil Horfield in das Ashton Gate Stadium von Bristol City.

## Geschichte
Der Verein entstand 1888 unter dem Namen Bristol Football Club aus der Fusion von Carlton und Redland Park. Westbury Park, ein weiterer Verein aus Bristol, hatte die Fusion abgelehnt, ging jedoch bald darauf ein, weil die meisten Spieler zum neuen Verein wechselten. Für die Spiele wurde das Cricket-Feld an der Nevil Road gemietet. Im Jahr 1900 stellte der Verein mit J. W. Jarman erstmals einen Spieler der Nationalmannschaft.
Während des Ersten Weltkriegs musste der Spielbetrieb eingestellt werden. Das Cricket-Feld stand mittlerweile nicht mehr zur Verfügung und so zog der Verein auf ein Spielfeld an der Radnor Road im Vorort Horfield. 1921 baute der Verein das Memorial Stadium. Seinen Namen erhielt es in Erinnerung an die Gefallenen des Krieges. Am Spieltag, der am nächsten zum „Remembrance Day“ (11. November) ist, gibt es seither jeweils eine Schweigeminute.
Viele der regulären Spieler fehlten während des Zweiten Weltkriegs, so dass die Fans als Ersatz eine eigene Mannschaft aufstellten; aus dieser konnten nach Kriegsende zahlreiche neue Spieler rekrutiert werden. Als beste Saison gilt jene von 1971/72, als der Verein erstmals die Marke von Tausend Punkten überschritt und inoffiziell zum englischen und anglo-walisischen Meister gekürt wurde (damals gab es noch keine organisierte Liga). Der Bristol Football Club gewann 1983 den Anglo-Welsh Cup, nachdem er zehn Jahre zuvor das Finale dieses Pokalwettbewerbs verloren hatte. Weitere Finalniederlagen gab es 1984 und 1988.
Bristol war 1987 Gründungsmitglied der Courage League, der heutigen English Premiership. Im Jubiläumsjahr 1998 stieg der Verein in die National Division One ab und konnte erst in letzter Minute den drohenden Konkurs abwenden. Außerdem verlor der Verein die Kontrolle über die Stadiongesellschaft an den Fußballverein Bristol Rovers, der seither alleiniger Besitzer ist. In der darauf folgenden Saison erfolgte der Wiederaufstieg.
2001 wurde der Automobilhersteller Mitsubishi neuer Hauptsponsor und der Verein benannte sich in Bristol Shoguns um. Nach zwei erfolgreichen Saisons mit vorderen Tabellenplätzen in der Meisterschaft und Teilnahmen am europäischen Heineken Cup folgte im Jahr 2003 der erneute Abstieg. Zeitweilig wurden sogar der Umzug nach Oxford oder die Fusion mit dem Erzrivalen Bath Rugby erwogen. Doch Bristol konnte sich wieder festigen und 2005 wieder aufsteigen. Im selben Jahr endete der Sponsorenvertrag mit Mitsubishi und der Verein nahm wieder seinen ursprünglichen Namen Bristol Rugby Football Club an. Im Jahr 2009 musste der Verein nach nur zwei Siegen und einem Unentschieden wieder absteigen. 2016 und 2018 gelang es erneut, in die Premiership aufzusteigen. Seitdem ziert ein Bär das offizielle Vereinswappen.
2020 gelang mit dem Gewinn des European Rugby Challenge Cup durch einen 32:19-Finalsieg gegen den RC Toulon der bislang größte Erfolg der Vereinsgeschichte.

## Erfolge
- Sieger European Rugby Challenge Cup: 2020
- Sieger Anglo-Welsh Cup: 1983
- Finalist Anglo-Welsh Cup: 1973, 1984, 1988
- Meister National Division One/RFU Championship 1998/99, 2004/05, 2015/16, 2017/18 (Aufstieg in die Premiership)

## Spieler

### Aktueller Kader
Der Kader für die Saison 2019/2020:

### Bekannte ehemalige Spieler
- Al Charron (Kanada)
- Felipe Contepomi (Argentinien)
- Martin Corry (England)
- Alastair Hignell (England)
- Brian Lima (Samoa)
- Jason Little (Australien)
- Gareth Llewellyn (Wales)
- Tim Payne (England)
- Agustín Pichot (Argentinien)
- Tusi Pisi (Samoa)
- George Smith (Australien)
- Simon Shaw (England)
- Andrew Sheridan (England)